# 에방 게상
에방 루도비치 비야나니 게상(프랑스어: Evann Ludovic Vidjannagni Guessand, 2001년 7월 1일 ~ )은 프리미어리그 클럽 애스턴 빌라에서 공격수로 뛰고 있는 코트디부아르의 프로 축구 선수이다. 프랑스에서 태어나 프랑스 청소년 국가대표 출신인 그는 코트디부아르 국가대표팀으로 합류해 활약하고 있다.

## 구단 경력
게상은 2020년 1월 5일, 프레쥐스 생라파엘을 상대로 쿠프 드 프랑스에서 2-0으로 승리하며 니스 소속으로 프로 데뷔 전을 치렀다.
2022년 7월 12일, 게상은 리그 1 클럽 낭트에 한 시즌 동안 임대로 합류했다. 그는 8월 28일, 툴루즈와의 경기에서 클럽 첫 골을 넣으며 3-1로 승리했다. 9월 8일, UEFA 유로파리그 데뷔 전에서 게상은 올림피아코스와의 홈 경기에서 막판에 낭트의 결승골을 넣으며 2-1 승리를 이끌었다.

## 국가대표팀 경력
프랑스에서 태어난 게상은 프랑스와 코트디부아르 국적을 가지고 있다. 그는 프랑스 청소년 국가대표이다.
2023년 12월, 게상은 코트디부아르 국가대표팀에 의해 2023년 아프리카 네이션스컵에 미리 소집되었다.
게상은 2024년 6월 11일, 말라위 릴롱궤의 빙구 국립경기장에서 열린 케냐와의 2026년 FIFA 월드컵 예선 전에서 코트디부아르 국가대표팀 데뷔 전을 치렀다. 그는 무득점 무승부 61분에 에마뉘엘 라테 라스와 교체 투입되었다.